# 니시구 (나고야시)
니시구(일본어: 西区)는 일본 아이치현 나고야시를 구성하는 16개 구 중 하나로 나고야시 북서부에 위치한다.
구의 중앙을 남북으로 나고야 시영 지하철 쓰루마이선이 지나고 있다. 쇼나이강이 구의 거의 중앙을 동서로 흐르고 있어 구를 남북으로 이분한다.

## 인접한 자치체
- 나고야시 기타구, 나카구, 나카무라구
- 기요스시
- 기타나고야시

## 역사
1908년 4월 1일에 나고야시가 4구제를 시행했을 때부터 존재해 현재에 이른다.

## 경제
일본의 도자기 업체 노리타케의 본사가 니시구에 위치한다.

## 교통

### 철도
- 나고야시 교통국(나고야 시영 지하철)
  - 쓰루마이선

- 나고야 철도
  - 나고야 본선
  - 이누야마선

- 도카이 교통사업
  - 조호쿠선

### 도로
- 나고야 고속도로
- 히가시메이한 자동차도
- 국도 22호선
- 국도 302호선